# Parafia Miłosierdzia Bożego w Kobylanach
Parafia Miłosierdzia Bożego w Kobylanach – rzymskokatolicka parafia należąca do dekanatu terespolskiego w diecezji siedleckiej.
Parafia została powołana do istnienia dekretem biskupa Kazimierza Gurdy 24 czerwca 2018 r. 
Kościół pod wezwaniem Miłosierdzia Bożego poświęcił 30 kwietnia 2017 r. bp Kazimierz Gurda.
Parafia liczy 490 wiernych i obejmuje swoim zasięgiem miejscowość Kobylany.